# Do pivnice
Do pivnice è un cortometraggio del 1983 diretto da Jan Švankmajer.
Come d'uso nei suoi lavori, Švankmajer unisce in Do pivnice l'interpretazione fisica degli attori con la tecnica di animazione in stop-motion.

## Trama
Una bambina con in mano un cestino di vimini vuoto scende una rampa di scale mentre sgranocchia un panino. Durante il suo tragitto incontra uno strano uomo che le sorride ed una donna intenta a lavare il pavimento del pianerottolo. Entrambi i personaggi si mostrano in un atteggiamento molto ambiguo e strano, tanto che la bambina se ne va palesemente impaurita. Dopo aver sceso le scale, si ritrova davanti ad una rampa buia che conduce in una cantina. La bambina, fattasi coraggio si addentra nell'oscurità, portando con sé una torcia elettrica. Scesa in fondo alla rampa si ritrova davanti ad una grata di ferro simile a quella di una prigione, oltre la quale un uomo in pigiama sta mettendo del carbone su di un letto di legno. Dopo aver completato l'operazione, l'uomo si sdraia e si ricopre interamente di carbone fino al mento, come se si trattasse di una coperta. L'uomo invita la bambina ad avvicinarsi con fare mellifluo e perturbante, ma la bambina indietreggia e finisce addosso ad un'altra grata, oltre la quale una donna è intenta a fare delle piccole tortine di sassi e di terra per poi offrirne una alla piccola. La bambina spaventata corre via e si ritrova davanti ad un grande cassone pieno di patate. La piccola fa per metterne una nel suo cestino, ma appena si volta la patata esce da sola dal cesto e risale il muro. Dopo essere riuscita a prenderne alcune tenendole ferme con la mano, la bambina fa per tornare verso le scale, quando all'improvviso un grosso gatto dagli occhi verdi la insegue. La bambina fugge sin sopra le scale e voltandosi vede che il gatto è tornato alle sue dimensioni normali. Appena fa per andarsene, le patate le cadono dal cestino e finiscono giù per la rampa buia. La bambina, dopo un attimo di esitazione si trova costretta a scendere di nuovo nell'oscurità, dove un miagolio minaccioso l'attende.